# Mickaël Guillard
Pas d'image ? Cliquez ici

a Compétitions nationales et continentales officielles uniquement.

b Matchs officiels uniquement.
Dernière mise à jour le 19 juillet 2025.
Mickaël Guillard, né le 10 décembre 2000 à Trappes (Yvelines), est un joueur international français de rugby à XV jouant aux postes de deuxième ligne, troisième ligne aile et troisième ligne centre au Lyon OU.

## Biographie

### Carrière en club
Mickaël Guillard commence la pratique du rugby à XV au Rugby Club Maurepas Élancourt, puis avec le Saint-Quentin-en-Yvelines Rugby et le RC Massy avec qui il joue une saison en Fédérale 1. En 2020, il rejoint le Lyon OU.
Il fait ses débuts en professionnel le 13 septembre 2020 sur le terrain du RC Toulon. Après un quart d'heure de jeu, il reçoit un carton jaune, avant d'être remplacé en début de seconde mi-temps.
Il joue son premier match de Coupe d'Europe le 3 avril 2021 en quart de finale face aux Exeter Chiefs.
Guillard marque son premier essai le 18 février 2023 contre le Montpellier HR.
Au cours de la saison 2023-2024, il devient un titulaire indiscutable de l'effectif lyonnais,.

### Carrière internationale
Le 1er février 2020, il dispute son premier match avec l'équipe de France des moins de 20 ans dans le cadre du Tournoi des Six Nations face à l'Angleterre, en entrant en jeu à la place de Adrien Warion en deuxième mi-temps. Il est par la suite titularisé lors des trois autres rencontres du Tournoi face à l'Italie, au pays de Galles et à l'Écosse,.
Au mois de juin 2024, il est retenu pour la première fois de sa carrière en équipe de France, dans une liste de trente-deux joueurs pour préparer la tournée d'été en Argentine. Cette liste est marquée par l'absence des cadres habituels et la présence de nombreux joueurs sans sélections. Il honore sa première sélection lors du premier match de la tournée face à l'Argentine.
L'année suivante, il dispute son premier tournoi majeur : le Tournoi des Six Nations 2025, compétition dans laquelle il est présent lors des cinq rencontres, finisseur lors des deux premiers matchs, il est ensuite titulaire à partir de la troisième journée face à l'Italie où il inscrit son premier essai en équipe de France à la 13ème minute.  Grand artisan de la conquête du titre et auteur de performances majeures sur l'ensemble du tournoi, il fait partie des 4 joueurs français retenus dans l'équipe type du Tournoi. Il est incontestablement la révélation française de ces derniers mois, son profil polyvalent lui permettant d'être une solution fiable dans le nouveau système de jeu mis en place reposant sur le fameux banc en 7-1.

## Statistiques internationales
Au 19 juillet 2025, Mickaël Guillard compte 12 sélections, dont 6 en tant que titulaire depuis sa première sélection le 6 juillet 2024 face à l'Argentine au Stade Malvinas-Argentinas.
| Année | Compétition | Matchs | Points | Essais |
| ----- | ----------- | ------ | ------ | ------ |
| 2024  | Test matchs | 5      | -      | -      |
| 2025  | Six Nations | 5      | 5      | 1      |
| 2025  | Test matchs | 2      | 5      | 1      |
| Total | Total       | 12     | 10     | 2      |

## Palmarès

### En club
- Finaliste de la Challenge Cup en 2025 avec le Lyon OU.

### En équipe nationale
- Vainqueur du Tournoi des Six Nations en 2025 avec l'équipe de France.

### Tournoi des Six Nations
| Édition          | Rang | Résultats France | Résultats Guillard | Matchs Guillard |
| ---------------- | ---- | ---------------- | ------------------ | --------------- |
| Six Nations 2025 | 1    | 4 v, 0 n, 1 d    | 4 v, 0 n, 1 d      | 5/5             |

Légende : v = victoire ; n = match nul ; d = défaite ; la ligne est en gras quand il y a Grand Chelem.

### Distinctions personnelles
- Membre de l'équipe type du Tournoi des Six Nations en 2025.